# Mendez
Mendez is een gemeente in de Filipijnse provincie Cavite. Bij de laatste census in 2007 had de gemeente bijna 27 duizend inwoners.

## Geografie

### Bestuurlijke indeling
Mendez is onderverdeeld in de volgende 24 barangays:
| - Anuling Lejos I - Anuling Cerca I - Anuling Cerca II - Anuling Lejos II - Asis I - Asis II - Asis III - Banayad - Bukal - Galicia I - Galicia II - Galicia III | - Miguel Mojica - Palocpoc I - Palocpoc II - Panungyan I - Panungyan II - Poblacion I - Poblacion II - Poblacion III - Poblacion IV - Poblacion V - Poblacion VI - Poblacion VII |

## Demografie
Mendez had bij de census van 2007 een inwoneraantal van 26.757 mensen. Dit zijn 3.820 mensen (16,7%) meer dan bij de vorige census van 2000. De gemiddelde jaarlijkse groei komt daarmee uit op 2,15%, hetgeen hoger is dan het landelijk jaarlijks gemiddelde over deze periode (2,04%). Vergeleken met de census van 1995 is het aantal mensen met 6.436 (31,7%) toegenomen.

De bevolkingsdichtheid van Mendez was ten tijde van de laatste census, met 26.757 inwoners op 43,27 km², 618,4 mensen per km².